# Heikki Flöjt
Heikki Juhani Flöjt, né le 30 novembre 1943 à Kajaani et mort le 30 septembre 2000 à Alastaro, est un biathlète finlandais.

## Biographie
Frère du biathlète Henrik Flöjt, il participe aux Jeux olympiques d'hiver de 1968, où il est cinquième du relais.
Aux Championnats du monde 1974, il est médaillé de bronze au relais.

## Palmarès

### Championnats du monde
- Championnats du monde de 1974 à Minsk (Union soviétique) :
  -  Médaille d'argent au relais 4 × 7,5 km.